# Gran Premio di superbike di Donington 1993
Il Gran Premio di Superbike di Donington 1993 è stata la dodicesima prova su tredici del Campionato mondiale Superbike 1993, è stato disputato il 3 ottobre sul Circuito di Donington Park e ha visto la vittoria di Scott Russell in gara 1, lo stesso pilota si è ripetuto anche in gara 2.

## Risultati

### Gara 1

#### Arrivati al traguardo[3]
| Pos. | Nº | Pilota               | Motocicletta | Tempo     | Griglia | Punti |
| ---- | -- | -------------------- | ------------ | --------- | ------- | ----- |
| 1º   | 11 | Scott Russell        | Kawasaki     | 40:09.660 | 4º      | 20    |
| 2º   | 4  | Carl Fogarty         | Ducati       | +0:00.650 | 1º      | 17    |
| 3º   | 6  | Aaron Slight         | Kawasaki     | +0:04.250 | 6º      | 15    |
| 4º   | 5  | Fabrizio Pirovano    | Yamaha       | +0:51.180 | 9º      | 13    |
| 5º   | 10 | Piergiorgio Bontempi | Kawasaki     | +1:03.850 | 7º      | 11    |
| 6º   | 32 | Brian Morrison       | Kawasaki     | +1:07.440 | 13º     | 10    |
| 7º   | 67 | Andreas Meklau       | Ducati       | +1:10.600 | 19º     | 9     |
| 8º   | 19 | Andreas Hofmann      | Kawasaki     | +1:13.970 | 16º     | 8     |
| 9º   | 14 | Christer Lindholm    | Yamaha       | +1:19.760 | 10º     | 7     |
| 10º  | 61 | Jeremy McWilliams    | Ducati       | +1:24.910 | 14º     | 6     |
| 11º  | 64 | Christian Lavieille  | Ducati       | +1:40.020 | 23º     | 5     |
| 12º  | 51 | Steve Hislop         | Ducati       | +1:42.780 | 11º     | 4     |
| 13º  | 48 | Michael Rutter       | Kawasaki     | +1:43.790 | 27º     | 3     |
| 14º  | 39 | Ray Stringer         | Kawasaki     | +1:46.900 | 18º     | 2     |
| 15º  | 31 | Michael Liedl        | Kawasaki     | +1:48.310 | 33º     | 1     |
| 16º  | 62 | Alex Vieira          | Yamaha       | +1:49.420 | 25º     |       |
| 17º  | 50 | Florian Ferracci     | Ducati       | +2:11.790 | 34º     |       |
| 18º  | 68 | Denis Bonoris        | Kawasaki     | +2:37.190 | 28º     |       |
| 19º  | 43 | Jean-Marc Delétang   | Yamaha       | +1 giro   | 24º     |       |
| 20º  | 71 | Roger Bennett        | Kawasaki     | +1 giro   | 32º     |       |
| 21º  | 66 | Marcel Ernst         | Kawasaki     | +1 giro   | 36º     |       |
| 22º  | 54 | Tripp Nobles         | Honda        | +1 giro   | 30º     |       |

#### Ritirati
| Nº | Pilota            | Motocicletta | Giri     | Griglia |
| -- | ----------------- | ------------ | -------- | ------- |
| 23 | Fabrizio Furlan   | Kawasaki     | +6 giri  | 20º     |
| 29 | Terry Rymer       | Yamaha       | +8 giri  | 15º     |
| 65 | Dominique Sarron  | Yamaha       | +10 giri | 21º     |
| 20 | Jeffry de Vries   | Yamaha       | +11 giri | 26º     |
| 34 | Mauro Lucchiari   | Ducati       | +15 giri | 12º     |
| 69 | James Whitham     | Yamaha       | +16 giri | 5º      |
| 9  | Giancarlo Falappa | Ducati       | +16 giri | 3º      |
| 44 | Niall Mackenzie   | Ducati       | +17 giri | 2º      |
| 59 | Jim Moodie        | Ducati       | +20 giri | 8º      |
| 70 | Aldeo Presciutti  | Ducati       | +20 giri | 29º     |
| 15 | Adrien Morillas   | Kawasaki     | +20 giri | 17º     |
| 47 | Robert Holden     | Yamaha       | +21 giri | 35º     |
| 28 | Jean-Yves Mounier | Yamaha       | +21 giri | 31º     |
| 57 | Matt Llewellyn    | Kawasaki     | +22 giri | 22º     |

### Gara 2

#### Arrivati al traguardo[4]
| Pos. | Nº | Pilota               | Motocicletta | Tempo     | Griglia | Punti |
| ---- | -- | -------------------- | ------------ | --------- | ------- | ----- |
| 1º   | 11 | Scott Russell        | Kawasaki     | 40:21.000 | 4º      | 20    |
| 2º   | 6  | Aaron Slight         | Kawasaki     | +0:00.680 | 6º      | 17    |
| 3º   | 69 | James Whitham        | Yamaha       | +0:02.540 | 5º      | 15    |
| 4º   | 44 | Niall Mackenzie      | Ducati       | +0:04.900 | 2º      | 13    |
| 5º   | 9  | Giancarlo Falappa    | Ducati       | +0:20.500 | 3º      | 11    |
| 6º   | 5  | Fabrizio Pirovano    | Yamaha       | +0:21.890 | 9º      | 10    |
| 7º   | 67 | Andreas Meklau       | Ducati       | +0:34.560 | 19º     | 9     |
| 8º   | 10 | Piergiorgio Bontempi | Kawasaki     | +0:42.110 | 7º      | 8     |
| 9º   | 32 | Brian Morrison       | Kawasaki     | +0:53.600 | 13º     | 7     |
| 10º  | 14 | Christer Lindholm    | Yamaha       | +1:03.420 | 10º     | 6     |
| 11º  | 57 | Matt Llewellyn       | Kawasaki     | +1:17.040 | 22º     | 5     |
| 12º  | 31 | Michael Liedl        | Kawasaki     | +1:19.790 | 33º     | 4     |
| 13º  | 64 | Christian Lavieille  | Ducati       | +1:23.700 | 23º     | 3     |
| 14º  | 68 | Denis Bonoris        | Kawasaki     | +1:24.100 | 28º     | 2     |
| 15º  | 62 | Alex Vieira          | Yamaha       | +1:25.220 | 25º     | 1     |
| 16º  | 43 | Jean-Marc Delétang   | Yamaha       | +1:25.930 | 24º     |       |
| 17º  | 48 | Michael Rutter       | Kawasaki     | +1:26.290 | 27º     |       |
| 18º  | 54 | Tripp Nobles         | Honda        | +1:26.840 | 30º     |       |
| 19º  | 23 | Fabrizio Furlan      | Kawasaki     | +1 giro   | 20º     |       |
| 20º  | 71 | Roger Bennett        | Kawasaki     | +1 giro   | 32º     |       |
| 21º  | 47 | Robert Holden        | Yamaha       | +1 giro   | 35º     |       |
| 22º  | 70 | Aldeo Presciutti     | Ducati       | +1 giro   | 29º     |       |

#### Ritirati
| Nº | Pilota            | Motocicletta | Giri     | Griglia |
| -- | ----------------- | ------------ | -------- | ------- |
| 65 | Dominique Sarron  | Yamaha       | +10 giri | 21º     |
| 28 | Jean-Yves Mounier | Yamaha       | +10 giri | 31º     |
| 20 | Jeffry de Vries   | Yamaha       | +15 giri | 26º     |
| 19 | Andreas Hofmann   | Kawasaki     | +16 giri | 16º     |
| 4  | Carl Fogarty      | Ducati       | +18 giri | 1º      |
| 50 | Florian Ferracci  | Ducati       | +19 giri | 34º     |
| 61 | Jeremy McWilliams | Ducati       | +20 giri | 14º     |
| 29 | Terry Rymer       | Yamaha       | +21 giri | 15º     |
| 39 | Ray Stringer      | Kawasaki     | +21 giri | 18º     |
| 15 | Adrien Morillas   | Kawasaki     | +22 giri | 17º     |
| 34 | Mauro Lucchiari   | Ducati       | +25 giri | 12º     |
| 66 | Marcel Ernst      | Kawasaki     | +25 giri | 36º     |